# بلدية ميراسيما
بلدية ميراسيما هي بلدية في البرازيل، تتبع ريو دي جانيرو، بلغ عدد سكانها 26٬843  نسمة، في 2010، تبلغ مساحتها 303٫353 كيلومتر مربع.

## الموقع
تشترك في الحدود مع:
- Laje do Muriaé [الإنجليزية]‏.

## أعلام
- زيزي موريرا
- أيموري موريرا